# ザウバー・C30
ザウバー・C30 (Sauber C30) は、ザウバーが2011年のF1世界選手権参戦用に開発したフォーミュラ1カー。2011年の開幕戦から最終戦まで実戦投入された。

## 概要
C30は長年エンジニアリング部門を率いてきたウィリー・ランプに代わり、ジェームス・キーが中心となって開発された。KERSはエンジン供給を受けるフェラーリ製のユニットを搭載する。ギアボックスもフェラーリ製であるため、リアサスペンションはフェラーリと同じくプッシュロッド式を継続している。
2011年1月31日にバレンシア・サーキットでC30が発表され、午後から小林可夢偉によってシェイクダウンが行われた。メキシコ人ドライバーセルジオ・ペレスが新加入し、メキシコ系スポンサーが増えることが発表された。

## 2011年シーズン
開幕戦では7、8位にダブル入賞したものの、リアウィングの寸法規定違反により失格処分を受け、貴重な10ポイントを失った。それでも、前半戦は小林がコンスタントに入賞し、第7戦カナダGPでは赤旗中断前まで2位を走行する快走を見せた。ペレスも非凡な才能をみせたが、第6戦モナコGPでハードクラッシュを喫し、2戦を欠場した。
FIAがエンジン排気の空力的利用（オフスロットル・ブローイング）を禁止する方針を示したのを受け、ザウバーは一旦この分野の開発を中止した。しかし、フェラーリとザウバーが反対したものの、イギリスGP以降オフスロットル・ブローイングの使用が一転して認められたため、後半戦はハンディを背負って戦うことになった。
コンコルド協定ではコンストラクターズランキング6位に900万ユーロ（約6億9千万円）が支給されるため、ザウバーはフォース・インディアやトロ・ロッソと激しく6位の座を争った。日本GPではフロントウィングやフロアなど各所にアップデートを施した。最終的にはフォース・インディアに逆転を許し、トロ・ロッソを辛くも抑えてランキング7位となった。

## スペック

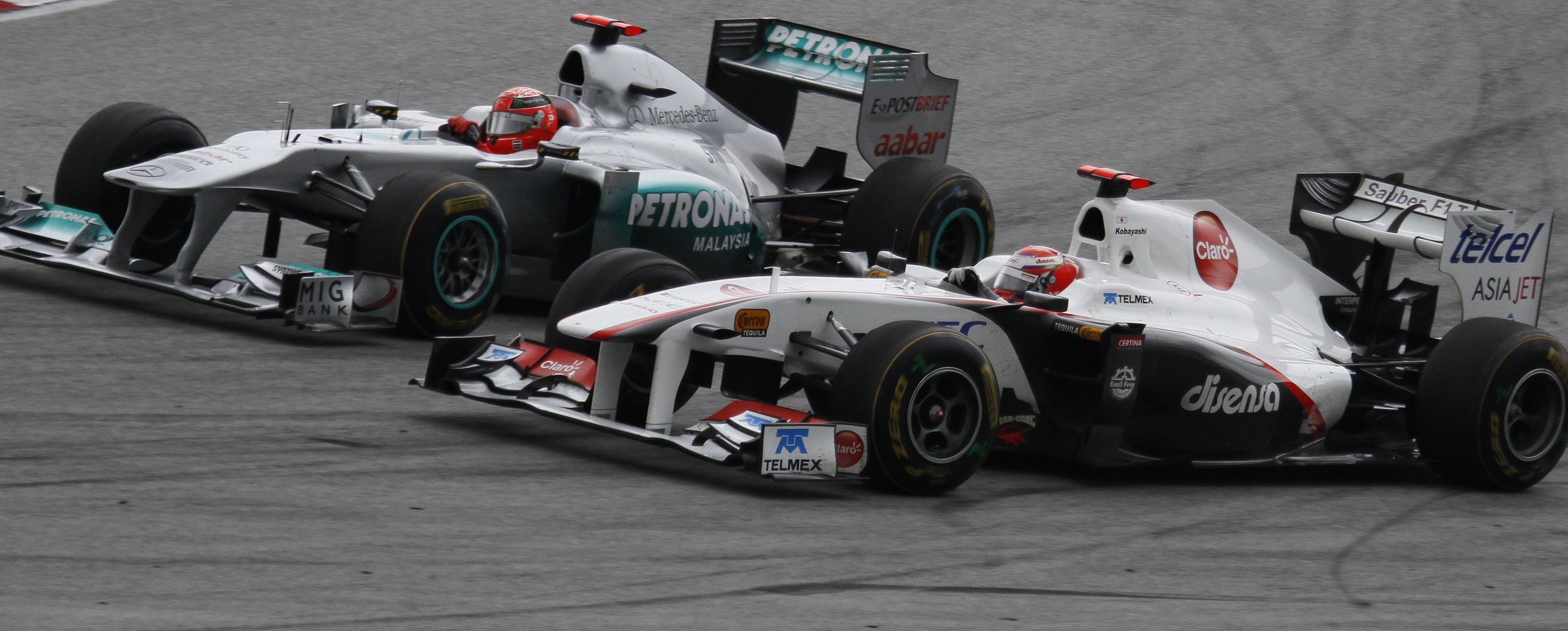
マレーシアGPにてミハエル・シューマッハをオーバーテイクする小林可夢偉

### シャーシ
- シャーシ名 C30[9]
- シャーシ構造 カーボンファイバーモノコック
- 全長 4,935 mm
- 全幅 1,800 mm
- 全高 1,000 mm
- 前トレッド 1,495 mm
- 後トレッド 1,410 mm
- クラッチ カーボンファイバー製
- ブレーキキャリパー ブレンボ
- ブレーキディスク・パッド カーボンインダストリー
- サスペンション 前後ダブルウィッシュボーン、スプリング・ダンパー内蔵、プッシュロッド（ザックス・レース・エンジニアリング）
- ホイール O・Z
- タイヤ ピレリPゼロ
- ギアボックス フェラーリ縦置きスリップディファレンシャル制御7速＋リバース1速クイックシフトセミオートマチック
- KERS フェラーリ
- エレクトロニクス MES
- ステアリング ザウバー
- 重量 640kg（ドライバーを含む。燃料タンクは空状態）

### エンジン
- エンジン名 フェラーリTipo056
- 気筒数・角度 V型8気筒・90度
- 排気量 2,398cc
- 最高回転数 18,000rpm（レギュレーションで規定）
- シリンダーブロック アルミニウム製
- バルブ数 32
- ピストンボア 98mm
- 重量 95kg

## 記録
| 年   | No. | ドライバー   | 1   | 2   | 3   | 4   | 5   | 6   | 7   | 8   | 9   | 10  | 11  | 12  | 13  | 14  | 15  | 16  | 17  | 18  | 19  | ポイント | ランキング |
| 年   | No. | ドライバー   | AUS | MAL | CHN | TUR | ESP | MON | CAN | EUR | GBR | GER | HUN | BEL | ITA | SIN | JPN | KOR | IND | ABU | BRA | ポイント | ランキング |
| ---- | --- | ------------ | --- | --- | --- | --- | --- | --- | --- | --- | --- | --- | --- | --- | --- | --- | --- | --- | --- | --- | --- | -------- | ---------- |
| 2011 | 16  | 小林         | DSQ | 7   | 10  | 10  | 10  | 5   | 7   | 16  | Ret | 9   | 11  | 12  | Ret | 14  | 13  | 15  | Ret | 10  | 9   | 44       | 7位        |
| 2011 | 17  | ペレス       | DSQ | Ret | 17  | 14  | 9   | DNS | PO  | 11  | 7   | 11  | 15  | Ret | Ret | 10  | 8   | 16  | 10  | 11  | 13  | 44       | 7位        |
| 2011 | 17  | デ・ラ・ロサ |     |     |     |     |     |     | 12  |     |     |     |     |     |     |     |     |     |     |     |     | 44       | 7位        |

- 太字はポールポジション、斜字はファステストラップ。(key)